# Club Separatista Català núm. 1
Club Separatista Català núm. 1 fou una societat secreta constituïda a l'Havana (Cuba) el març de 1922 per Claudi Mimó i Caba, Josep Murillo i Mombrú, Josep Conangla i Fontanilles i Josep Pineda i Fargas (president del Centre Català de l'Havana). Es va crear dins la seu del Centre Català, però les reunions secretes es feien a la drogueria La Americana, propietat de Josep Murillo. Els membres tenien la idea que la independència de Catalunya arribaria a través de les colònies o comunitats americanes, de la mateixa manera que s'havia fet a Irlanda (aixecament de Pasqua).
Immediatament van donar suport Estat Català i Francesc Macià, alhora que també van rebre el suport de Salvador Carbonell i Puig, cap del Grop Nacionalista Radical. El setembre de 1927 proposà a Macià la celebració d'una convenció nacionalista a Cuba per a redactar una constitució per a Catalunya l'Assemblea Constituent del Separatisme Català (30 de setembre a 1-2 d'octubre del 1928) que havia de redactar el projecte de Constitució Provisional de la República Catalana. Van donar suport a la formació del Partit Separatista Revolucionari de Catalunya el mateix any. Van patir un cop molt dur quan Macià desconvocà la República Catalana i es va aprovar l'Estatut de Núria el 1932, cosa que consideraren una traïció.